# Heliosciurus undulatus
Heliosciurus undulatus је сисар из реда глодара и породице веверица (Sciuridae).

## Распрострањење
Врста је присутна у Кенији и Танзанији.

## Станиште
Станишта врсте су шуме и речни екосистеми.

## Угроженост
Подаци о распрострањености ове врсте су недовољни.